# Diplomierter Gewerbetechniker
In der italienischen Autonomen Provinz Bozen – Südtirol ist diplomierter Gewerbetechniker die amtlich gebrauchte deutsche Bezeichnung für den in italienischer Sprache Perito industriale genannten gehobenen technischen Ausbildungsberuf. Das Wortelement Gewerbe- spiegelt die umfassendere Bedeutung des ital. industriale wider, das sich auf alle Felder der praktischen Gewerbe auch jenseits der „Industrie“ im engeren Sinne bezieht und das Handwerk mit umfasst. 
Zum Ausbildungsgang und zum Berufsbild siehe bei Perito industriale.